# نقطه اشتعال (فیلم)
نقطهٔ اشتعال (انگلیسی: Flash Point) فیلمی در ژانر اکشن و رزمی است که در سال ۲۰۰۷ منتشر شد. از بازیگران آن می‌توان به دانی ین و کولین چو اشاره کرد.